# 金鼐
金鼒（1429年—？），字公器，直隸蘇州府吳江縣人，明朝政治人物。進士出身。

## 生平
順天府鄉試第五十一名。成化二年（1466年）丙戌科會試第一百一十一名，殿試登進士第二甲第九十名。

## 家族
曾祖金四翁，曾任。祖父金仲銘，曾任。父亲金福成，曾任。